# ألان هاربر (سياسي)
ألان هاربر (بالإنجليزية: Alan Harper)‏ هو سياسي أمريكي، ولد في 9 نوفمبر 1957 في الولايات المتحدة. حزبياً، نشط في الحزب الجمهوري. وقد انتخب عضو مجلس نواب ألاباما.